# Pseudopulex
Pseudopulex (лат., от др.-греч. ψευδο- и лат. pulex — ложная блоха) — ископаемый род гигантских блох из семейства Pseudopulicidae, которые питались на динозаврах или птерозаврах. Внутренняя Монголия (Китай; юрские и меловые отложения возрастом от 165 до 125 млн лет назад). 4 вида.

## Описание
Обладают сходством с современными блохами, но их тело было сплющенное, как у клопов или клещей, и значительно крупнее (от 17 до 22,8 мм), кроме того, они обладали длинными коготками. В усиках более 15 члеников. Тело покрыто жёсткими и направленными назад щетинками. Ротовой аппарат (хоботок) относительно очень длинный: 3,44—5,15 мм. Pseudopulex близки к семейству Tungidae, наиболее базальной группе блох, отличаясь отсутствием прыгательных ног и ктенидиев на пронотуме.

## Систематика
В 2017 году семейства Saurophthiridae, Pseudopulicidae и Tarwiniidae были объединены в надсемейство Saurophthiroidea Ponomarenko, 1986.
- Pseudopulex jurassicus Gao, Shih, & Ren, 2012[1]typus — юрский период
- Pseudopulex magnus Gao, Shih, & Ren, 2012 — меловой период
- Pseudopulex tanlan Gao et al. 2014 — меловой период[4]
- Pseudopulex wangi Huang et al. 2013 — юрский период[5]